# Temporada 1952-1953 del Club Joventut Badalona
La temporada 1952-1953 va ser la 14a temporada en actiu del Club Joventut Badalona des que va començar a competir de manera oficial. En aquesta temporada es va proclamar campió de la Copa del Generalíssim i del XXVIII Campionat de Catalunya, sent el campió d'aquesta darrera competició per segona temporada consecutiva.

## Resultats
Campionat d'Espanya - Copa del Generalíssim
El Joventut va guanyar aquesta edició de la Copa del Generalíssim. Va finalitzar primer al grup de Barcelona, per davant del CF Barcelona, el RDC Espanyol i l'Español FJ (València). En semifinals va eliminar el Barça, en una eliminatòria en que va ser necessari un tercer partit de desempat, que es va disputar a la pista neutral del CE Laietà. A la final, disputada a Valladolid, es va imposar al Reial Madrid CF per 41 a 39.
Campionat de Catalunya
La Penya es va proclamar campiona del Campionat de Catalunya per tercera vegada, la segona consecutiva. Al final de la competició hi va haver un empat a 49 punts entre el FC Barcelona i el Joventut, i es va haver de celebrar un partit de desempat a la Monumental per a decidir el campió, on el Joventut derrotà el Barça per 51 a 38.

## Plantilla
La plantilla del Joventut aquesta temporada va ser la següent:
| Club Joventut Badalona: plantilla 1952-53 |
| Jugadors                                  |
| Marcel·lí Maneja                          |
| Josep Gubern                              |
| Josep Brunet                              |
| Andreu Oller                              |
| Josep Massaguer                           |
| Jaume Bassó                               |
| Joan Canals                               |
| Julio Canals                              |
| Jaume Fajeda                              |
| Jordi Parra                               |
| Jordi Masferrer                           |
| Quico Martínez                            |
| Roca                                      |
| Entrenador                                |
| Josep Grau Mas                            |